# Centro de Salud Mental de San Baudilio de Llobregat
El Centro de Salud Mental de San Juan de Dios, en San Baudilio de Llobregat (Barcelona) es uno de los más importantes de España y el más conocido de Cataluña. Este centro se encuentra entre el final de La Rambla y el barrio de Ciutat Cooperativa-Molí Nou (en el distrito de Ciudad Cooperativa).
Este centro pertenece a la Orden Hospitalaria de los Hermanos de San Juan de Dios.

## Historia

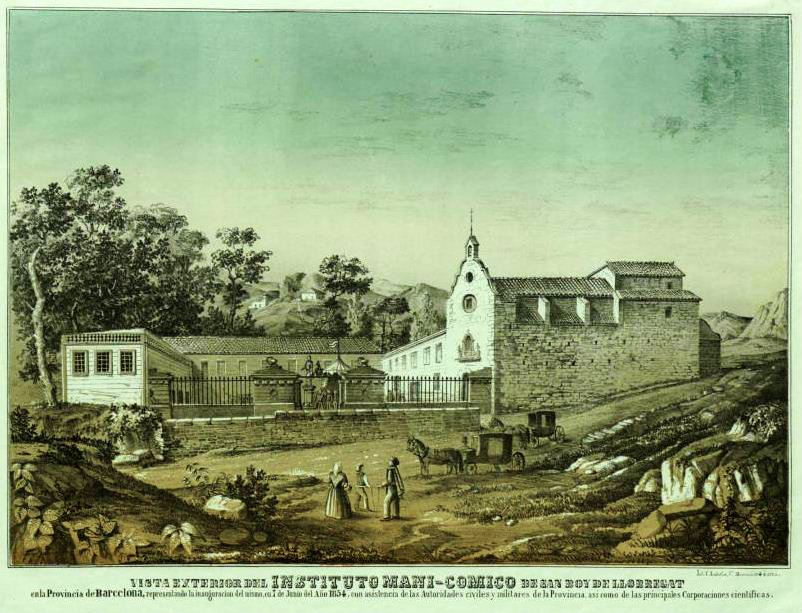
Manicomio de San Baudilio de Llobregat (1854)

El Manicomio de San Baudilio (o Instituto Manicómico) fue fundado en 1854 por el psiquiatra Antoni Pujadas Mayans, un médico, político y empresario nacido en Igualada en 1812 y fallecido en Barcelona en 1881. Fue uno de los pioneros en España de la hospitalización en el ámbito de la salud mental. Fundó un establecimiento de baños medicinales y, en 1850, fue nombrado director de la Casa de Curación de Barcelona, instituto que abrió a la cura de enfermos mentales. Sin embargo, a causa de las quejas de los vecinos, el Gobierno Civil le mandó establecerse fuera de la ciudad, por lo que se dirigió a San Baudilio, localidad en la que adquirió el antiguo convento de la Visitación, un conjunto religioso regentado por servitas que fue desamortizado en 1835.
Del antiguo convento se conserva la iglesia de Nuestra Señora de los Dolores, de estilo renacentista. El conjunto psiquiátrico se inició con el pabellón de hombres, construido en un estilo neobarroco, del que destaca su fachada, revestida de estucos en forma de sillares y con unos balcones de piedra con florones. Poco después se construyó el pabellón de mujeres. A principios del siglo XX se edificó una nueva iglesia, en estilo neogótico.
En 1895, el centro fue adquirido por la Orden Hospitalaria de San Juan de Dios, a instancias del padre Benito Menni, el nuevo director del instituto. El centro pasó a estar asistido por los Hermanos Hospitalarios de San Juan de Dios y las Hermanas Hospitalarias del Sagrado Corazón de Jesús.